# Бертонијера (Виченца)
Бертонијера је насеље у Италији у округу Виченца, региону Венето.
Према процени из 2011. у насељу је живело 84 становника. Насеље се налази на надморској висини од 18 м.